# Joaquín Riviera
Joaquín Alejandro Castellanos Valdés Riviera, (La Habana, 26 de diciembre de 1932 - Caracas, 22 de abril de 2013) más conocido por su nombre artístico Joaquín Riviera, fue un productor de televisión cubanovenezolano. Conocido por ser el productor de los espectáculos del concurso Miss Venezuela y de la televisión venezolana.

## Biografía
Estudió en el colegio La Salle de La Habana, donde en 1949 obtiene el título de bachiller, con una de las mejores calificaciones. Luego de culminados sus estudios de bachillerato y sin abandonar sus estudios formales de danza, inicia su carrera como bailarín en comparsas y clubes privados.
En 1957 formó el Trío Los Riviera, junto a Mercy Casas y Francisco Del Pino, en donde pudo comenzar a llevar adelante sus proyectos musicales, tanto en Cuba como en el exterior. Regresa a Cuba en los años 60 y termina sus estudios de coreografía, siendo su maestro el coreógrafo ruso Moysheyev. Luego de obtener su título fue productor en el Cabaret Tropicana del Hotel La Habana, en el Hotel Capri y en un programa de televisión de transmisión semanal.
En 1968 viajó a España donde permanece por tres meses y, en 1969 viaja a Venezuela contratado como productor y coreógrafo por la televisora Venevisión para encargarse del programa De fiesta con Venevision. Se encargó de la producción, desde 1975, de todos los mensajes navideños de la cadena.
En el año 1980, la Gerencia General de Venevisión le pide que se encargue de la producción de la elección de Miss Venezuela 1980, Joaquín aceptó el reto con la condición de que fuera "sólo por ese año". Sin embargo, y debido al éxito en materia de sintonía del evento, continuó produciendo el espectáculo en 32 ocasiones más hasta su fallecimiento.
Pero su pasión por los espectáculos musicales lo llevaron a producir una revista al estilo Tropicana en el music hall “El Golpe” de Caracas.  “Varíete a lo Riviera”, una lujosa súper producción con la estrella Argentina transformista Jorge Pérez Evelyn como primera vedette, y la actuación de Zaima Beleño y elenco.
En 1982 la ODEPA (Organización Deportiva Panamericana) lo designa como productor general de las ceremonias de apertura y clausura de los IX Juegos Panamericanos - Caracas 1983, las cuales se transmitieron por cadena nacional de televisión.
Luego de llevar adelante con éxito, durante 17 años, los diferentes espectáculos de la televisora, es nombrado gerente de producción de todo el canal en el año 1986.
También se encargó de la producción de eventos internacionales como la Copa América Venezuela 2007, el Carnaval Internacional de Miami, por ocho años; Señorita México, por tres años; El Miss Hispanidad, por 10 años; y El Miss Aruba, durante dos años. Dentro de Venevisión tuvo el cargo vicepresidente de producción de programas de variedades.
Falleció a los 80 años de edad en su casa, las causas fue una consecuencia de un paro respiratorio que le afectó. La información fue confirmada por Venevisión por Twitter.
Tras su fallecimiento se realizaron homenajes dentro del canal en el que trabajo por 44 años, por Súper sábado sensacional y el Miss Venezuela 2013.

## Condecoraciones
Su talento y entrega fue objeto de innumerables reconocimientos entre los que destacan Guaicaipuro de Oro, Mara de Oro, Meridiano de Oro, Rafael Guinand, Venus de la Prensa, Musa de Oro, Casa del Artista, El Dorado; entre los galardones internacional obtuvo el Premio ACE, en New York, ACA de Miami, ACRIN de Miami, Premio Ondas de Barcelona, España, entre otros.